# کاتالین برک
کاتالین برک (مجاری: Katalin Berek؛ ۷ اکتبر ۱۹۳۰ – ۲۶ فوریهٔ ۲۰۱۷) یک هنرپیشه اهل مجارستان بود.
از فیلم‌ها یا برنامه‌های تلویزیونی که وی در آن نقش داشته است می‌توان به فرزندخواندگی و یک لیوان آبجو اشاره کرد.